# Sendraž
Sendraž (en allemand : Sendrasch) est une commune du district de Náchod, dans la région de Hradec Králové, en République tchèque. Sa population s'élevait à 102 habitants en 2022.

## Géographie
Sendraž se trouve près de la frontière polonaise, à 6 km au sud-est de Náchod, à 33 km au nord-est de Hradec Králové et à 130 km à l'est-nord-est de Prague.
La commune est limitée par Jestřebí à l'ouest et au nord, par Mezilesí à l'est et par Libchyně au sud.

## Histoire
La première mention écrite de la localité date de 1403.

## Galerie

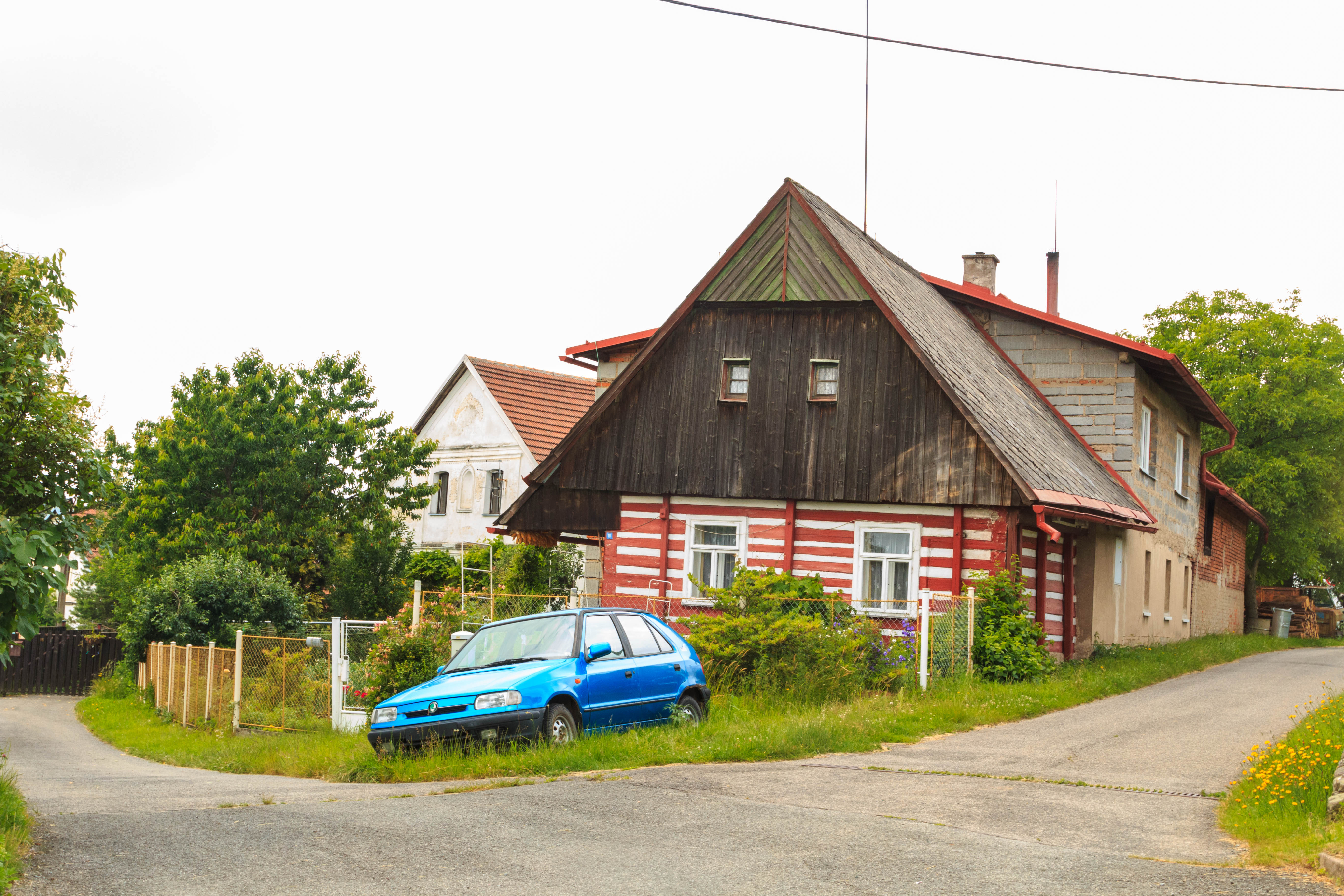
Maison à Sendraž.
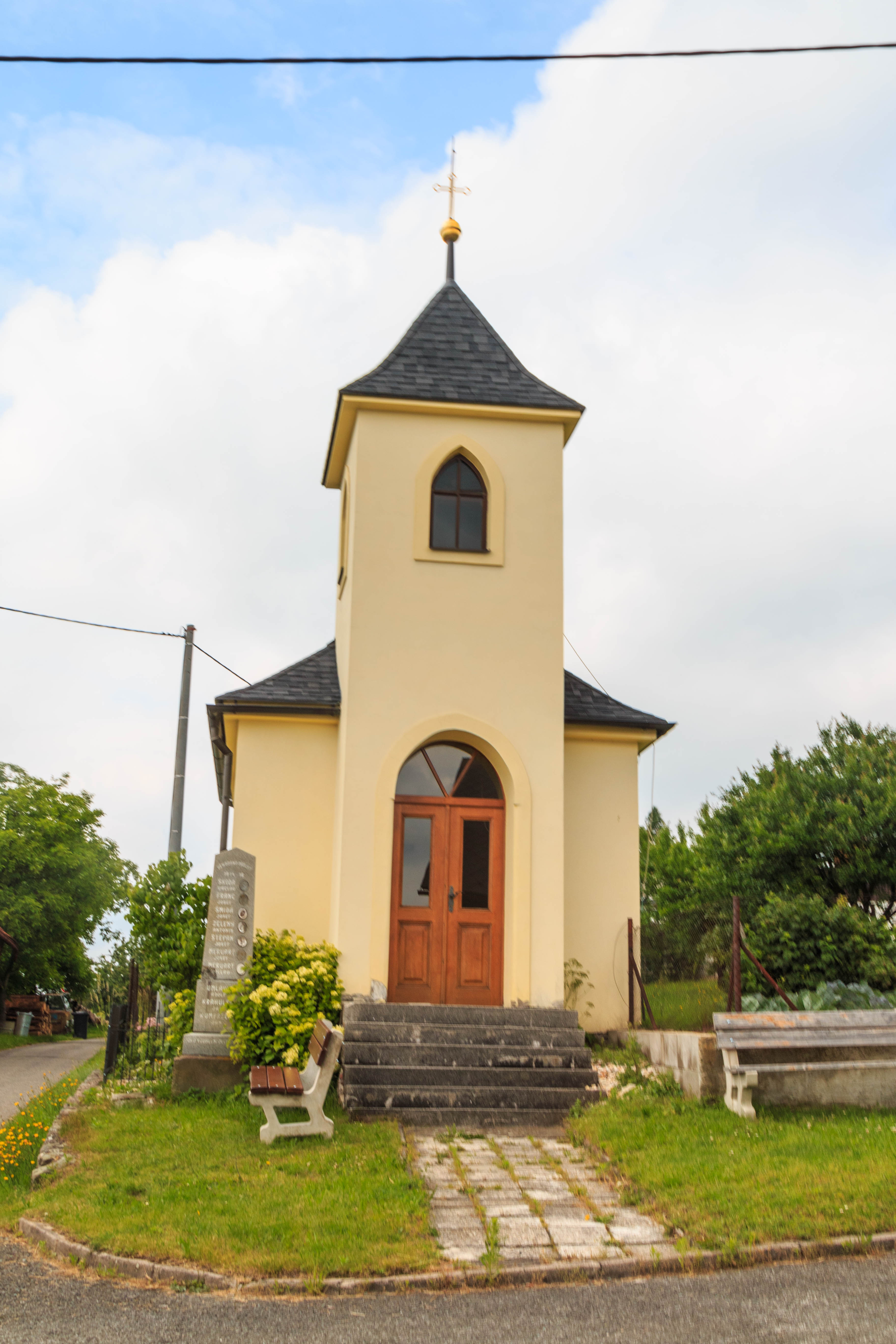
Sendraž : chapelle.

## Transports
Par la route, Sendraž se trouve à 5 km de Nové Město nad Metují, à 15 km de Náchod, à 38 km de Hradec Králové et à 162 km de Prague. 